# 決定版 荒井由実 ベストセレクション
『決定版 荒井由実 ベストセレクション』（けっていばん あらいゆみ ベストセレクション）は、1990年9月11日に発売された荒井由実の編集盤である。アルファレコードによってアーティストの意思とは関係なく発売された類のアルバム（非公式ベスト・アルバム）であるため、EMIミュージック・ジャパン内の彼女のディスコグラフィーには掲載されていない。
アルファレコードのレコード・CD制作撤退に伴い、現在は廃盤である。

## 収録曲
1. ひこうき雲
アルバム『ひこうき雲』より。
2. 14番目の月
アルバム『14番目の月』より。
3. 天気雨
アルバム『14番目の月』より。
4. アフリカへ行きたい
アルバム『COBALT HOUR』より。
5. ベルベット・イースター
アルバム『ひこうき雲』より。
6. 魔法の鏡（single version）
ベスト・アルバム『YUMING BRAND』より。
7. 恋のスーパーパラシューター
アルバム『ひこうき雲』より。
8. CHINESE SOUP
アルバム『COBALT HOUR』より。
9. 中央フリーウェイ
アルバム『14番目の月』より。
10. 卒業写真
アルバム『COBALT HOUR』より。
11. 翳りゆく部屋（single mix）
シングル『翳りゆく部屋』より。
12. やさしさに包まれたなら（single version）
ベスト・アルバム『YUMING BRAND』より。

- 作詞・作曲：荒井由実
- 編曲：荒井由実&キャラメル・ママ（except track 1.5.6.7.12）、松任谷正隆（track 2.3.4.8.9.10.11）